# Kameralamt Rottweil
Das Kameralamt Rottweil war eine Einrichtung des Königreichs Württemberg, die im Amtsbezirk Besitz und Einkommen des Staates verwaltete. Es bestand von 1806 bis 1922 in Rottweil. Das Kameralamt wurde im Rahmen der Neuordnung der Staatsfinanzverwaltung im Königreich Württemberg geschaffen. 
Das Kameralamt Rottweil hatte seinen Sitz im Haus Kameralamtsgasse 8.

## Geschichte
Laut Verfügung vom 28. Dezember 1830 hat das Kameralamt Rosenfeld an das Kameralamt Rottweil die Gemeinde Göschingen abgetreten.
Gemäß Verordnung vom 6. März 1843 wurden die Orte Dormettingen, Dotternhausen, Hausen am Tann und Rosswangen vom Kameralamt Balingen an das Kameralamt Rottweil abgetreten. Gleichzeitig wurden vom Kameralamt Sulz die Orte Dautmergen und Täbingen an das Kameralamt Rottweil abgetreten.